# Horacio Agulla

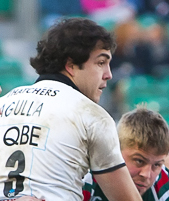
Agulla em uma partida

Horacio Agulla (Buenos Aires, 22 de outubro de 1984) é um jogador de rugby argentino. Joga nas posições de fullback e wing.